# Норт-Сідні (Нова Шотландія)

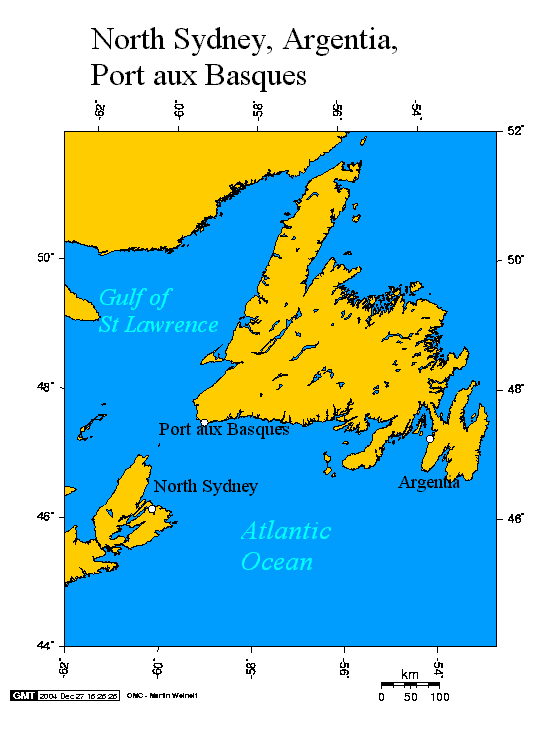
Норт-Сідні, Нова Шотландія.

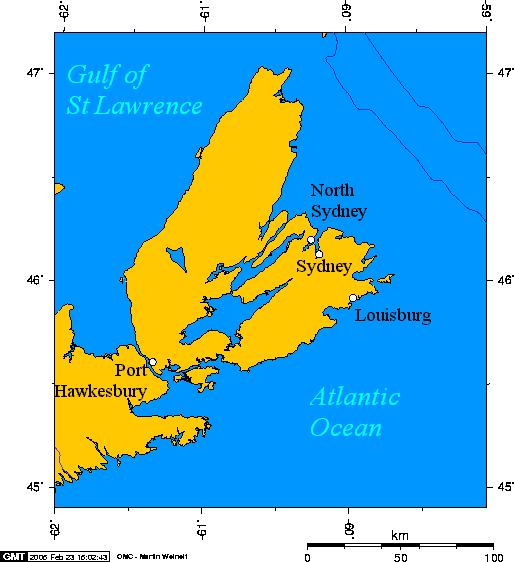
Норт-Сідні, Нова Шотландія.

Норт-Сідні (шотландською гельською: Suidni A Tuath  або Am Bàr) — колишнє місто та нинішня міська громада в регіональному муніципалітеті Кейп-Бретон у Новій Шотландії.
Розташований на північній стороні Сіднійської гавані, уздовж східного узбережжя острова Кейп-Бретон, Норт-Сідні є важливим портом в Атлантичній Канаді, який служить західною кінцевою станцією поромного сполучення Marine Atlantic. Він діє як морський габ для Трансканадського шосе до Ньюфаундленду, і тому його часто називають «Воротами до Ньюфаундленду».
Пороми Marine Atlantic актуально курсують з терміналу Норт-Сідні до портів Ченел-Порт-о-Баск та Арджентія. The Crown Corporation є одним із найбільших роботодавців у регіоні.

## Історія
Норт-Сідні був заселений близько 1785 року європейцями та лоялістами. Він став головним суднобудівним центром на початку 19-го століття, будуючи багато бригів і бригантин для англійського ринку, пізніше перейшовши до більших барків, а в 1851 році до повністю оснащеного корабля Lord Clarendon, найбільшого дерев'яного корабля, коли-небудь побудованого в Кейп-Бретоні. У 1860-х роках дерев'яне суднобудування занепало, але в те саме десятиліття з’явилася все більша кількість пароплавів, які прямували до Норт-Сідні для бункерного вугілля. До 1870 року це був четвертий за величиною порт в Канаді, який займався перевезеннями за допомогою океанських суден, частково тому, що в 1875 році тут було відкрито офіс фірми Western Union. Громада була зареєстрована 24 квітня 1885 року як місто в окрузі Кейп-Бретон. Залізниця прийшла на острів Кейп-Бретон у 1891 році. У той час у Норт-Сідні було 2513 осіб, порівняно з 2417 у Сідні.
У 1898 році Норт-Сідні був обраний Reid-Newfoundland Company як канадський материковий термінал для поромного сполучення з Ньюфаундлендом; у червні того ж року SS Bruce відплив із Порт-о-Баск як перше судно, яке здійснило цей рейс.

### Світові війни
Під час Першої та Другої світових воєн Норт-Сідні відігравав важливу роль у передачі інформації з Європи до Оттави та Вашингтона, округ Колумбія. Його офіс Western Union Cable був місцем, куди надходили кодовані повідомлення з-за кордону, а потім передавалися до решти Північної Америки.
Вранці 10 листопада 1918 року офіс отримав надсекретне шифроване повідомлення з Європи про те, що з 11 ранку наступного дня (11 листопада 1918 року) усі бойові дії припиняться на землі, на морі та в повітрі. Це означало, що жителі Норт-Сідні, зокрема місіс Енні Батлер Сміт першими дізналися про кінець Першої світової війни. Повідомляється, що в ніч на 10 листопада 1918 року понад 200 військовослужбовців пройшли маршем вулицями міста, щоб відсвяткувати закінчення війни за день перед тим, коли про це дізнався весь інший світ.

### ВМС США
Під час Першої світової війни ВМС Сполучених Штатів мали авіабазу в Норт-Сідні. База в основному використовувалася як злітний майданчик для гідролітаків. База, відома як NAS North Sydney, спочатку була розташована на Індіан-Біч, а більш постійні об'єкти були побудовані на сусідньому пляжі Келлі (зараз називається Мунро Парк). База отримала поштову адресу ВМС "139 FPO New York" і сигнальний код "ALML". Базою командував лейтенант Роберт Донаг'ю з берегової охорони США; він підпорядковувався лейтенантові ВМС США Річарду Е. Бердові, який базувався в Галіфаксі. База Kelly's Beach була закрита на початку 1919 року, але була відновлена вже як база Королівських ВПС Канади в час Другої світової війни.

### Німецькі підводні човни
Під час Другої світової війни, в ніч на 13 жовтня 1942 року, пасажирський пором SS Caribou покинув гавань Норт-Сідні, прямуючи до Порт-о-Баска з 237 людьми на борту. О 3:40 ранку 14 жовтня «Карібу» затонув через влучання однієї торпеди в правий борт; загинуло 136 осіб.

## Фільмографія

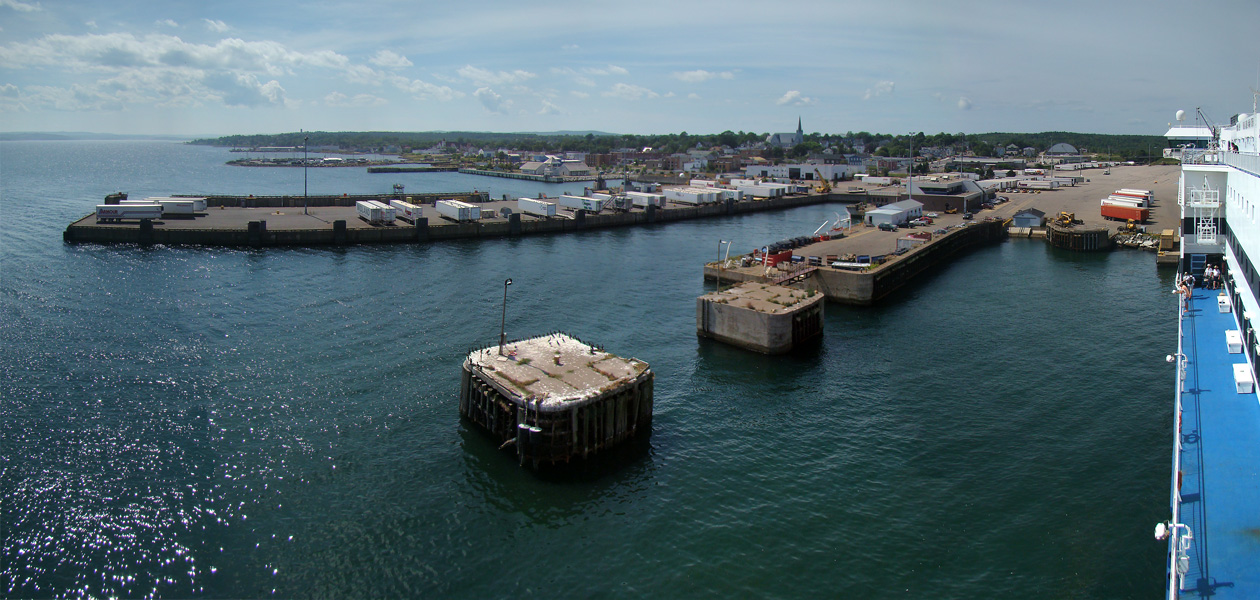
Панорама гавані

Хоча Норт-Сідні не має дуже розвиненої мистецької спільноти, він послужив фоном для щонайменше п'ятьох фільмів.
У 1995 році в місті знімали сцени для Музею Маргарет. Більшість фільмувань відбулись на Кінґ-стріт, де будинок знімали як будинок менеджера шахти. У 1999 році в Норт-Сідні було знято два фільми. Спочатку була New Waterford Girl. Середмістя Норт-Сідні використовувалося для представлення центру містечка Нью-Вотерфорд у 1970-х роках.
Іншим фільмом цього року був фільм CBC під назвою Win Again, знятий для телебачення, з Ґордоном Пінсентом у головній ролі. Цього разу Норт-Сідні служив як мале містечко в Ньюфаундленді. У заключній сцені фільму є гарний знімок усього міста, знятий з великого крана в центрі міста.

## Northside General Hospital
Загальна лікарня Нортсайд у Норт-Сідні є єдиною державною лікарнею, яка надає медичне обслуговування в усій північній частині Кейп-Бретона. Вона має шість поверхів. У лікарні не проводяться серйозні операції. Незважаючи на те, що в ній є відділення невідкладної допомоги, його планується закрити, то ж мешканці будуть змушені звертатися до регіональної лікарні Кейп-Бретона у Сідні. Лікарня для ветеранів Гарборв'ю, розташована неподалік від Сіднійських шахт, є реабілітаційним закладом безперервної медичної допомоги. У ній є фізіотерапевтичне відділення, відділення слуху та мови, але немає амбулаторних відділень чи служб швидкої допомоги.

## Школи
Є одна початкова школа: Ferrisview Elementary. Існував комплекс початкової школи Святого Йосипа та початкової школи Святої Марії, але цей комплекс було знесено в березні 2008 року, щоб звільнити місце для нової школи Ferrisview Elementary. Seton Elementary було закрито в 2019 році та передано місцевому продовольчому банку. Thompson Middle School була єдиною середньою школою в Норт-Сідні до її знесення в 2018 році, після закриття школи учні почали відвідувати Sydney Mines Middle School. У Норт-Сідні немає середньої школи, тому всі учні відвідують Memorial Composite High School у сусідньому місті Сідні-Майнс, яка є єдиною середньою школою в усьому районі Нортсайд.

## Фермери округу Кейп-Бретон
Норт-Сідні є домом для фермерської виставки округу Кейп-Бретон. Щороку в серпні Кейп-Бретонська федерація сільського господарства проводить цю, ймовірно, найбільшу туристично важливу подію для міста. Люди з усього промислового Кейп-Бретона відвідують захід, а учасники приїжджають з усіх атлантичних провінцій. Головною визначною цікавинкою є сільськогосподарські та культурні виставки. Виставка також включає в себе цирк та презентації їзди верхи, такі як "їзда на бочках", змагання навичок і змагання запряжних коней, а також два змагання, які повернулися після багатьох років їх відсутності, змагання упряжок биків, відроджене в 2012 році, і конкурс великої рогатої худоби (м'ясної і молочної) відроджений в 2011 році.
Виставка була заснована в 1916 році в Сідні, а через кілька років переїхала на своє нинішнє місце у верхній частині Ріджент-стріт.

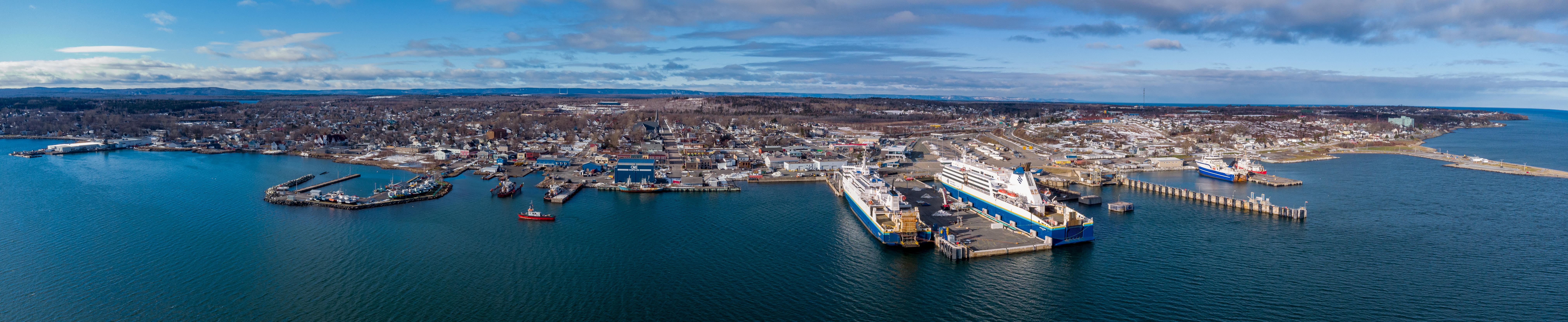
Центральні квартали Норт-Сідні

## Відомі люди
- Пол Андреа, колишній хокеїст НХЛ
- Флеш Голлетт, колишній хокеїст НХЛ
- Флора Макдональд, колишня міністр федерального кабінету
- Артур Макдональд, лауреат Нобелівської премії з фізики
- Кет Павер (вона ж Гейлі Роджерс), професійна рестлерка
- Гарольд Рассел, актор, лауреат премії «Оскар».
- Боббі Сміт, колишній хокеїст НХЛ
- Кліффорд Шоу Томпсон, 15-й канадський головний хірург

## Пов'язані з містом
- Лауреати премії «Оскар» актори брат і сестра Воррен Бітті та Ширлі Маклейн народилися від викладачки драми Кетлін Корін, походженням з Норт-Сідні.

## Зовнішні посилання
- Офіційний сайт